# 112. pr. Kr.
◄ | 3. stoljeće pr. Kr. | 2. stoljeće pr. Kr. | 1. stoljeće pr. Kr. | ►
◄ | 140-ih pr. Kr. | 130-ih pr. Kr. | 120-ih pr. Kr. | 110-ih pr. Kr. | 100-ih pr. Kr. | 90-ih pr. Kr. | 80-ih pr. Kr. | ►
◄◄ | ◄ | 115. pr. Kr. | 114. pr. Kr. | 113. pr. Kr. | 112 pr. Kr. | 111. pr. Kr. | 110. pr. Kr. | 109. pr. Kr. | ► | ►►
Astronomija
112. godina prije Krista bila je godina predjulijanskog rimskog kalendara. U to je vrijeme bila poznata kao Godina konzulata Druza i Cezonina (ili, rjeđe, 642. godine Ab urbe condita ). Oznaka 112. pr. Kr. Za ovu se godinu koristila je od ranosrednjovjekovnog razdoblja, kada je kalendarska era Anno Domini postala prevladavajuća metoda u Europi za imenovanje godina.

## Događaji
- Jugurtha objavljuje rat Rimskoj republici
- Otvara se Azijski put svile
- vojska kineske dinastije Han je poslana u Nanyue u rat tijekom širenja dinastije na jug

## Smrti
- Adherbal, Numidijski kralj
- Kleopatra IV., kraljica Egipta
- Zhao Xing, vladar Nanyue

## Vanjske poveznice
|  | Zajednički poslužitelj ima još gradiva o temi 112. pr. Kr. |